# Tractus ilio-pubien
Le tractus ilio-pubien (ou bandelette ilio-pubienne de Thompson) est une bande fibreuse située dans la région inguinale.

## Description
Le tractus ilio-pubien est un épaississement du fascia transversalis reliant le centre de la partie inférieure du ligament inguinal au tubercule pubien et au pecten du pubis en arrière du tendon conjoint.
Il forme une arche au-dessus de la gaine fémorale et au dessus des vaisseaux iliaques externes.

## Aspect clinique
Le tractus ilio-pubien peut être peu marqué, voire absent chez certains sujets. Cette inconstance doit être prise en compte lors d'une herniorraphie inguinale.